# Italienische Rassengesetze (Kolonien)
Die drei Italienischen Rassengesetze für die Kolonien, die von den italienischen Faschisten in den Jahren 1937, 1939 und 1940 erlassen wurden, errichteten ein institutionalisiertes System der Rassentrennung. Damit schrieben sie eine kulturelle, sozioökonomische und politische Vorherrschaft der weißen Eroberer fest und verurteilten die schwarze Bevölkerungsmehrheit zu einem rechtlosen Schattendasein.

## Koloniale Rassenpolitik bis 1937
Italien erwarb 1889 Italienisch-Eritrea, 1905 Italienisch-Somaliland und 1912 Italienisch-Libyen. Der Grundsatz der Rassentrennung war schon in der frühen Phase des italienischen Kolonialismus in Ansätzen erkennbar. Über die Jahre entstanden getrennte Wohnviertel, Schulen, Krankenhäuser und Kinos. Die italienischen Regierungen erachteten es kaum für notwendig, das Verhältnis zwischen den wenigen Italienern und den Einheimischen in den Kolonien gesetzlich zu regeln. Es gab nur eine geringe Zahl von ungern gesehenen Gemischtehen zwischen Italienern und Einheimischen. Sexuelle Kontakte zwischen Italienern und Afrikanern und das Madamismo-Phänomen (eine eritreische Form der auflösbaren Lebenspartnerschaft, die von den Europäern als Konkubinat gedeutet/genutzt wurde) waren verbreitet und da nur wenige europäische Frauen in den Kolonien lebten, sah man keine erfolgversprechende Möglichkeit, das zu verbieten, auch wenn es dem Ansehen der kulturell höher stehenden Italiener nicht förderlich wäre. Der Alltag und die Gesellschaft von Italienisch-Ostafrika waren von Anfang an durch eine Rassenhierarchie geprägt.
Im Jahr 1936 nach der Erweiterung von Italienisch-Ostafrika im Abessinienkrieg erfuhr das koloniale Desinteresse von Mussolini einen Wandel. Im Mai wurde eine Pressekampagne wegen der Rassenfrage der Kolonien eingeleitet. Es kam zu ersten spontanen Einzelanweisungen Mussolinis, mit denen dieser auf „Missstände“ reagierte, weil er das Ansehen der Italiener gefährdet sah.

## Die Rassengesetze
Mit den Rassengesetzen von 1937, 1939 und dem Mischlingsgesetz von 1940 erfolgte dann eine neue Stufe rassendiskriminierender Politik. Formal wurden die Anordnungen nicht mehr von Kolonialgouverneuren, Mussolini oder dem Kolonialminister getroffen, sondern Strafgesetze ausgearbeitet, diskutiert und vom Senat gebilligt. 

### Gesetz von 1937
Mit dem Gesetz (Nr. 880) vom 19. April 1937 mit der Bezeichnung „Bestrafungen für eheähnliche Beziehungen zwischen Staatsbürgern und Untertanen“ wurden für Italiener eheähnliche Beziehungen zu einem Einheimischen von Italienisch-Ostafrika mit bis zu fünf Jahren Gefängnis bedroht, da sie die größte Gefahr für das Ansehen und die physische Integrität der Italiener darstellen würden. Flüchtige sexuelle Beziehungen und die Ehe waren davon nicht betroffen. Die Eheschließungen, von denen es erfahrungsgemäß nur wenige gab, wurden nicht zuletzt ausgenommen, weil religiös geschlossene Ehen nach den Lateranverträgen automatisch zivilrechtlich anerkannt wurden und der Gesetzgeber einen Konflikt mit der römisch-katholischen Kirche vermeiden wollte.
Zweifellos war die Wahrung des „Rasseansehens“ eine der stärksten Motivationen für das Gesetz, während der rassenbiologische Aspekt sowohl von Zeitgenossen als auch von Historikern unterschiedlich bewertet wurde.

### Gesetz von 1939
Das Gesetz (Nr. 1004) vom 29. Juni 1939 mit dem Titel „Strafmaßnahmen zum Schutz des Rasseansehens gegenüber den Eingeborenen Italienisch-Ostafrikas“ machte den Willen zur weiteren Segregation sichtbar. Es galt für das gesamte italienische Territorium, also auch für das Heimatland und Libyen. Die Verbote galten nun nicht mehr nur für Italiener, sondern auch für alle Mitglieder der arischen Rasse, um alle Weißen an die elementaren Pflichten ihrer rassischen Zugehörigkeit zu erinnern. Neben den eheähnlichen Verhältnissen wurde auch der Besuch für Einheimische reservierter Lokale und das Arbeiten für Einheimische als ansehensschädigend unter Strafe gestellt. Auch die Einheimischen sollten nunmehr bei Verstößen bestraft werden.

### Mischlingsgesetz von 1940
Das Gesetz (Nr. 822) vom 13. Mai 1940 regelte die rechtliche Stellung von Mischlingen. Diese konnten nach einer Übergangsregelung vom italienischen Elternteil nicht mehr anerkannt werden und damit nicht die Staatsbürgerschaft erhalten. Sie erhielten den Status des Untertanen (suddito), durften nicht den Namen des europäischen Vaters tragen, und da die Mutter allein für deren Erziehung zu sorgen hatte, blieb ihnen zumeist ein höherer Bildungs- und Ausbildungsweg verwehrt.